# Silene uralensis
Silene uralensis — вид трав'янистих рослин родини Гвоздичні (Caryophyllaceae), поширений у Північній Америці, й Північній Євразії.

## Таксономічні примітки
Tzvelev (2000b) визнає диплоїдні частини Silene uralensis як ряд видів, водночас більшість авторів вважає рослину одним поліморфним видом із двома або більше расами.

## Опис
Це багаторічні трави, які формують килимки або ні. Стебла випростані, розгалужені або прості, 5–40 см, голі або запушені. Листя: базальних мало або багато, черешкові, пластини вузько обернено-ланцетні, лопатчасті, 1–13 см × 1–7 мм, краї війчасті, голі або запушені; стеблові сидячі, значно зменшуються дистально, пластини від лінійних до ланцетних, 0.1–4 см × 1–5 мм. Квітконіжки тонкі або товсті. Квітки випростані або пониклі, радіально-симетричні з 5 чашолистками й пелюстками. Чашечки зі зрощених чашолистків із короткими, від рожевих до бузкових чашолистків у квітковій стадії, в плодовій стадії стають все більш надутими, від сірувато до блідо-ліловими. Віночок брудно-рожевий, багряний, або червоний. Капсули рівні або трохи довші за чашечку, відкриваються з 10 загнутими зубами. Насіння коричневе або димчасто-коричневе, широко крилате, 1.5–2.5 мм в діаметрі, включаючи крило.

## Відтворення
Статеве розмноження насінням; немає вегетативного розмноження. Майже замкнута квітка, в якій лише злегка сформовані пелюстки й повністю закриті тичинки передбачає високий рівень самозапилення у цього виду. Насіння мають крила і тому пристосовані до розсіювання вітром по землі (вони занадто великі й важкі, щоб літати високо).  Стебла стають дуже жорсткими восени. Жорсткі стебла, прямостійні капсули та вершинні зуби капсули гарантують, що розповсюдження відбувається тільки, коли швидкість вітру вища певного рівня.

## Поширення
Північна Америка (Ґренландія, Канада, США); Європа (Швеція, Норвегія [вкл. Шпіцберген], Фінляндія, Північна Росія); Азія (Росія).
Найбільш поширені в помірно вологих пустищах і луках, дрібних болотах, уздовж водних шляхів, і в помірних снігопокривних ділянках. Росте на помірно дренованих, змішаних або тонких ґрунтах зі слабо кислою чи основною реакцією ґрунту (рН).

## Галерея

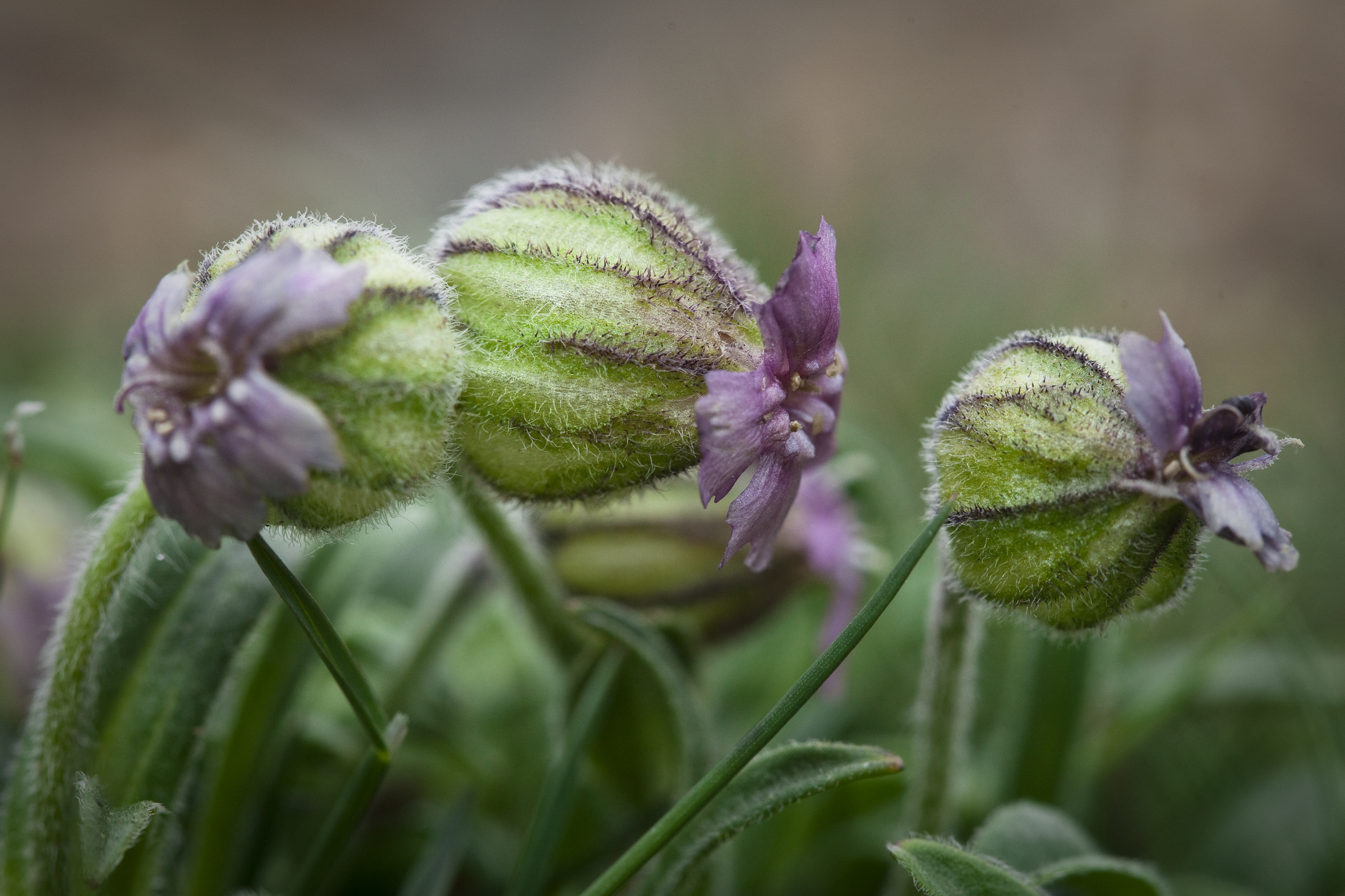
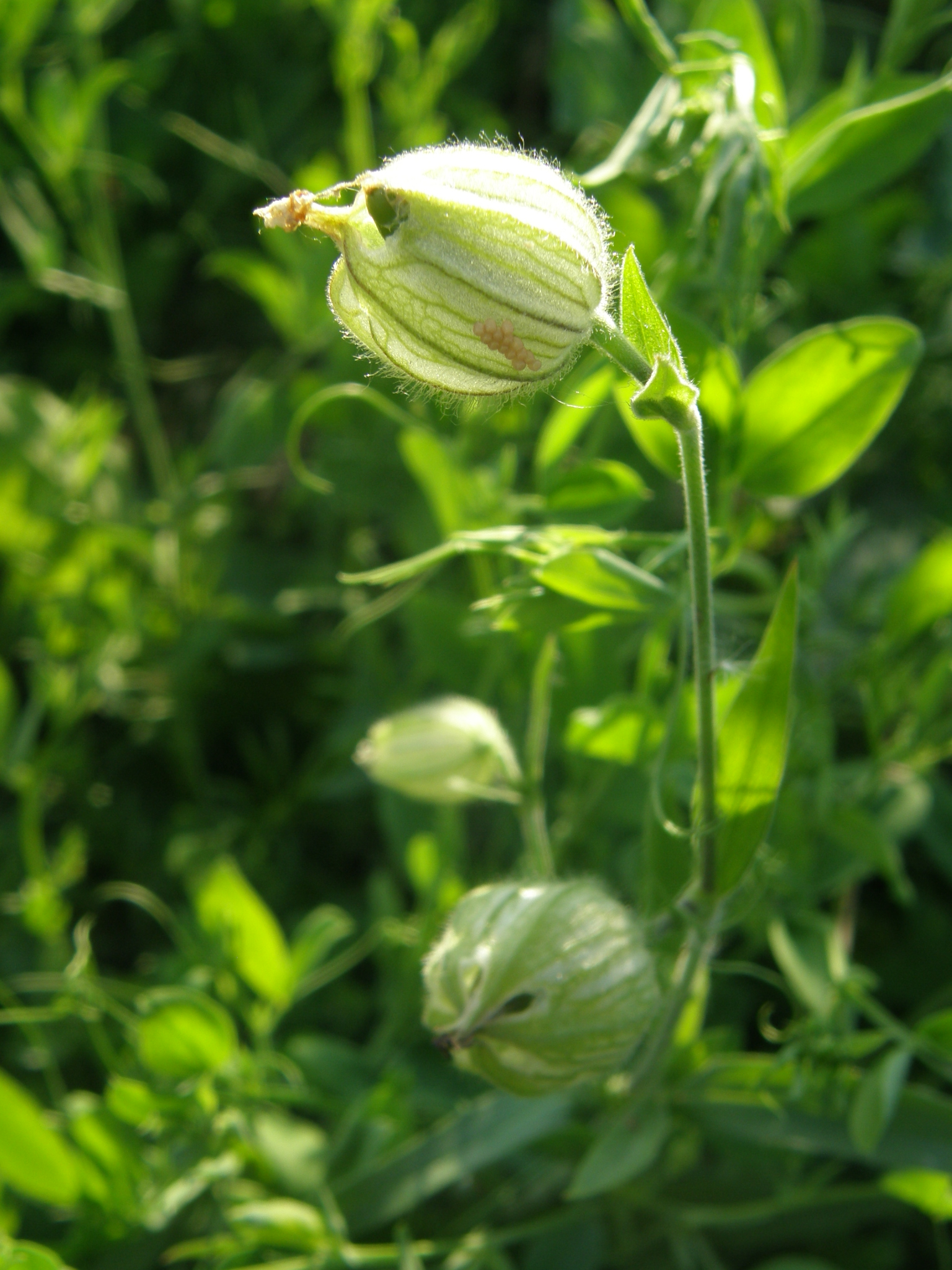